# Alice River (Barcoo River)
Der Alice River ist ein Fluss im Westen des australischen Bundesstaates Queensland.

## Geographie

### Flusslauf
Der Fluss entspringt östlich der Siedlung Strasburg, etwa 15 Kilometer südwestlich des Cudmore-Nationalparks und fließt zunächst rund 22 Kilometer in westlicher Richtung. Dann wendet er seinen Lauf nach Süden bis zum Wendekreis des Steinbocks. Von dort fließt er nach Südwesten und unterquert kurz darauf den Capricorn Highway bei der Siedlung Alice. Ungefähr 20 Kilometer südöstlich von Barcaldine biegt er nach Nordwesten ab und fließt auf die Stadt zu, die er im Süden passiert und seinen Lauf nach Südwesten wendet. Bei Honan Downs, auf halbem Wege zwischen Barcaldine und Isisford, mündet der Alice River in den Barcoo River.

### Nebenflüsse mit Mündungshöhen
- Dry Alice River – 331 m
- Middle Creek – 330 m
- Middle Creek – 316 m
- Wololla Creek – 314 m
- Mussel Creek – 309 m
- Nugget Creek – 307 m
- Nichol Creek – 302 m
- Back Creek – 293 m
- Boundary Creek – 285 m
- Gum Creek – 279 m
- Cedar Creek – 264 m
- Patrick Creek – 253 m
- Hazlewood Creek – 248 m
- Home Creek – 242 m
- Sandy Creek – 240 m
- St. Andrews Creek – 236 m[1]

### Durchflossene Seen
- Eight Mile Waterhole – 270 m[1]